# Kareem McLean
Kareem Jabbar McLean Powell (Limón, 14 de julio de 1983) es un futbolista profesional costarricense. Se desempeña como volante y actualmente está sin equipo.

## Carrera
| Club     | País       | Año        |
| -------- | ---------- | ---------- |
| Limón FC | Costa Rica | Actualidad |